# オランダ鉄道 ICM
ICM（オランダ語: Intercity Materieel、英語: Intercity Material ）は、 オランダの電車。オランダ鉄道が保有・運行している。

## 名称
本形式には複数の名称がある。
- Intercity Materieel - 「都市間車両」の意味。本形式が都市間輸送に特化した列車・インターシティ用として設計された車両であることから。
- Koploper - 「貫通型車両」の意味。本形式の先頭車の貫通扉を使用することで、複数の編成を連結して運用する際に編成間の通り抜けが可能となる特徴から。"kop"はオランダ語で「頭」を意味する単語で、車両・編成の「頭」を歩いて通れるということを示す。
- ICM - InterCity Materieelの頭文字から。オランダ鉄道はこの名称を公式の愛称としている。
- ICMm - 「現代的な都市間車両」を意味するInterCity Materieel Modernの頭文字から。後述の改修・更新工事で貫通扉を撤去された車両の愛称である。

## 概要
試作車は1977年に、量産車は1983年から1994年にかけてタルボット車両製造によって製造。1編成3両のICM-0,1,2は4000形、1編成4両のICM-3,4は4200形の形式番号を持つ。
前述の通り、都市間列車であるインターシティ用に設計されており、営業最高速度は140km/hであるが、搭載する1機あたり315 kWの出力を保持する主電動機は最高速度180 km/hまで対応可能。
また、本形式は需要に応じた柔軟な運用を実現するため、各先頭車の運転台を屋根上に設置し、その下に観音開きの貫通扉を設置している。これは、複数の編成を連結する際に、貫通扉を通じて編成間を乗客や乗務員が通り抜けできるようにするもので、車掌が連結している編成内のすべての乗客の切符を拝見する時や、車内販売のカートが移動する時に重宝されていた。しかし、2003年に本形式を使用する列車内での車内販売が中止され、2005年10月31日以降は使用停止となった。理由としては、貫通扉の使用頻度があまり高くなかったことや、編成の増解結時に貫通扉の開閉に時間がかかることで列車の遅延を招いていたこと、貫通扉とそこに内蔵されている貫通幌の円滑な開閉を維持するメンテナンスに費用が掛かったことなどが挙げられる。なお、後述の通り、2006年以降に行われた改修・更新工事で、貫通扉はFRP製の板で封鎖されている。
車両構成は以下の通り。なお、オランダ鉄道の付番方式において、mは電動車、sは付随車、kは運転台付き、Aは1等車、Bは2等車、Fは自転車置き場付きであることをそれぞれ示す。
- ICM-0 : mBk - AB - sBk（クモハ - サロハ - クハ、1M2T）、
- ICM-1,2 : mBFk - AB - sBk（自転車置き場付きクモハ - サロハ - クハ、1M2T）
- ICM-3,4 : mBFk + mB + A + sBk（自転車置き場付きクモハ - モハ - サロ - クハ、2M2T）

1等車、2等車ともに解放式の座席配置となっているが、1等車にはコンパートメント式の座席も設置されている。

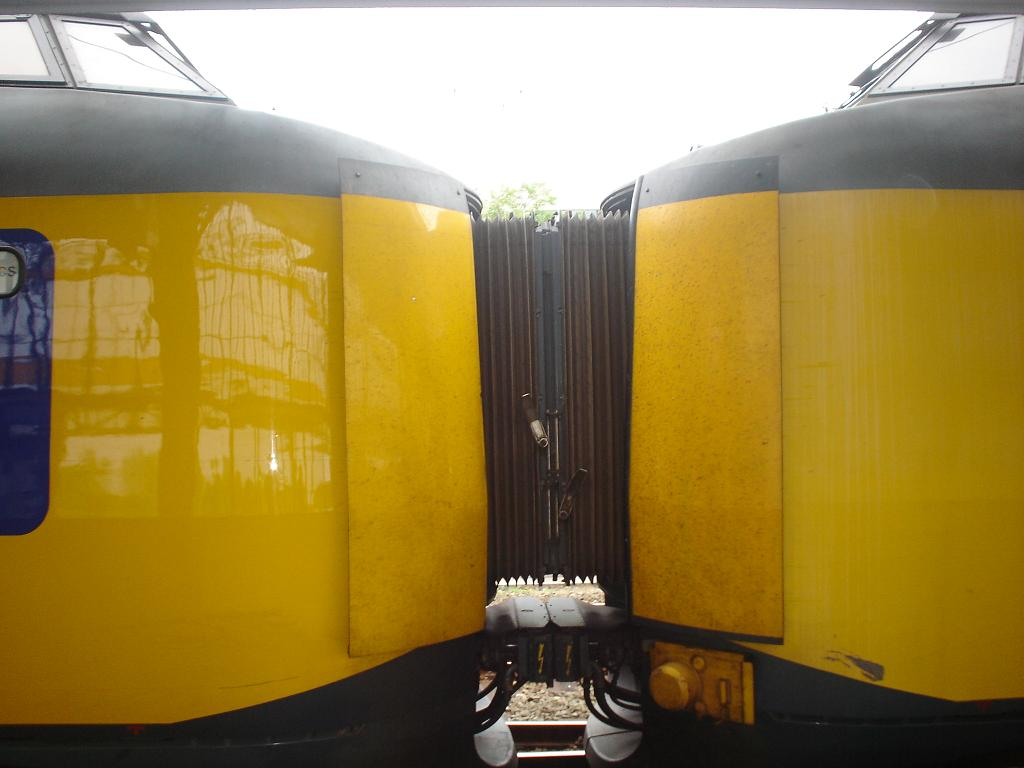
貫通扉を使用した状態
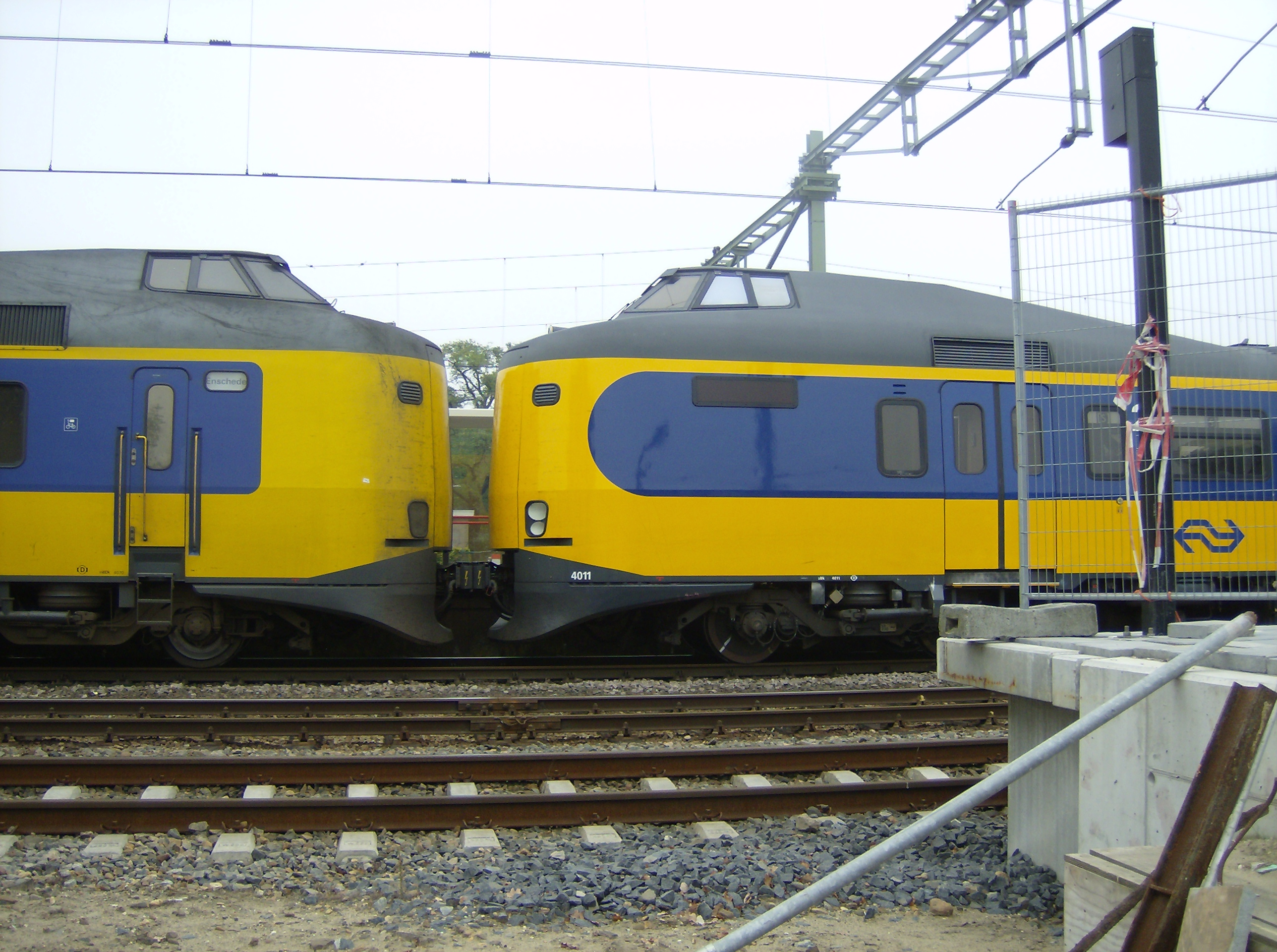
貫通扉を使用していない状態 （右が更新車、左が未更新車）

## 番台別解説

### ICM-0
編成番号は4001 - 4007。1977年に1編成3両7編成が試作車として導入された。同年内にアイントホーフェン＝フェンロー間の運用に投入、のちにアムステルダム＝ナイメーヘン間に運用区間が変更されている。「運用上の経費がかかる」としてすべての編成が2003年に引退したが、4005編成は引退後も事故やテロなど緊急事態発生時の対策用訓練設備として使用された。

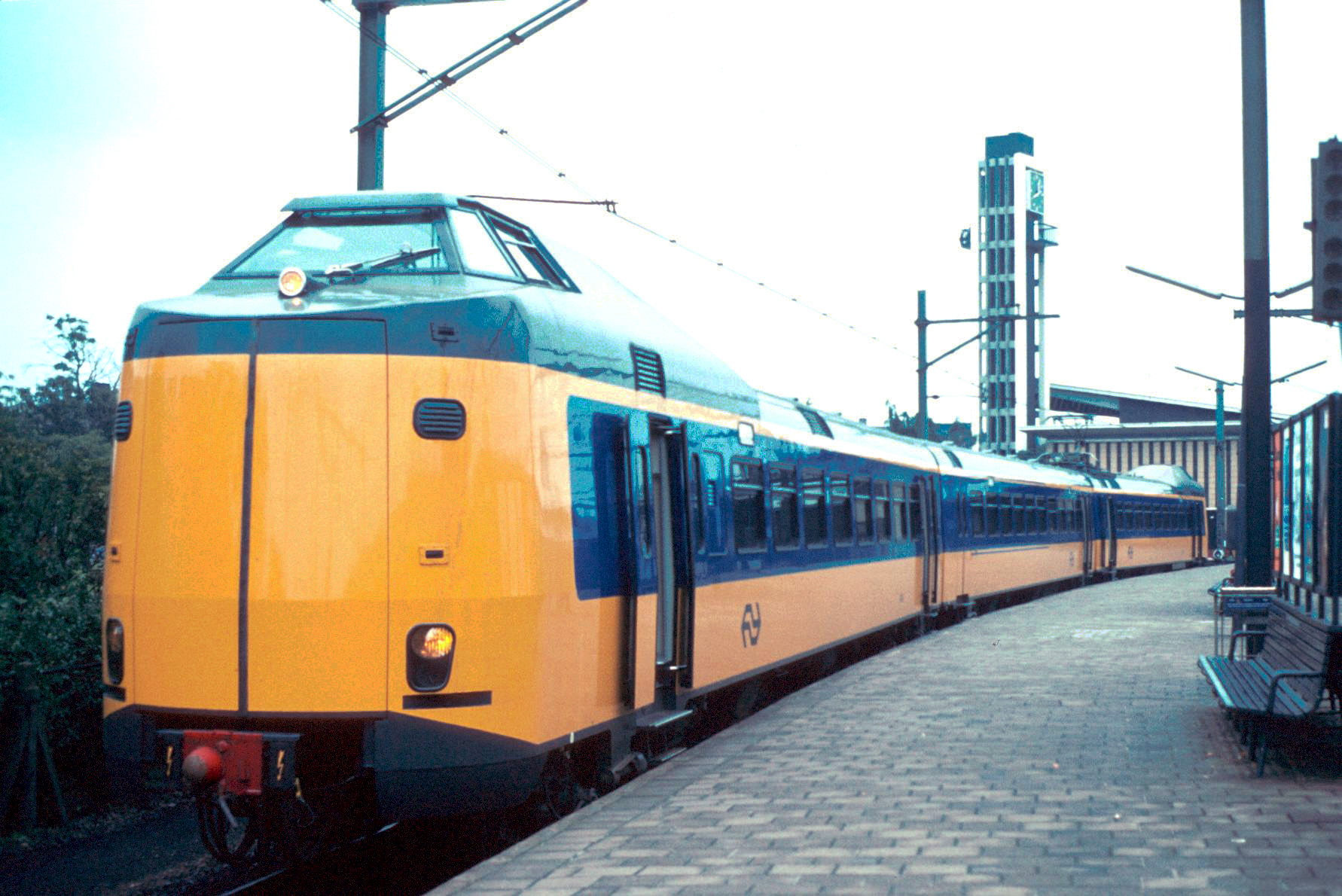
外観 （4002編成）

- 外観
（4002編成）

### ICM-1・ICM-2
編成番号は4011 - 4097。1983年から1990年にかけて1編成3両87編成が導入された。ICM-0の運用において生じた不具合を修正している。編成番号4051 - 4097は電機子チョッパ制御を採用。

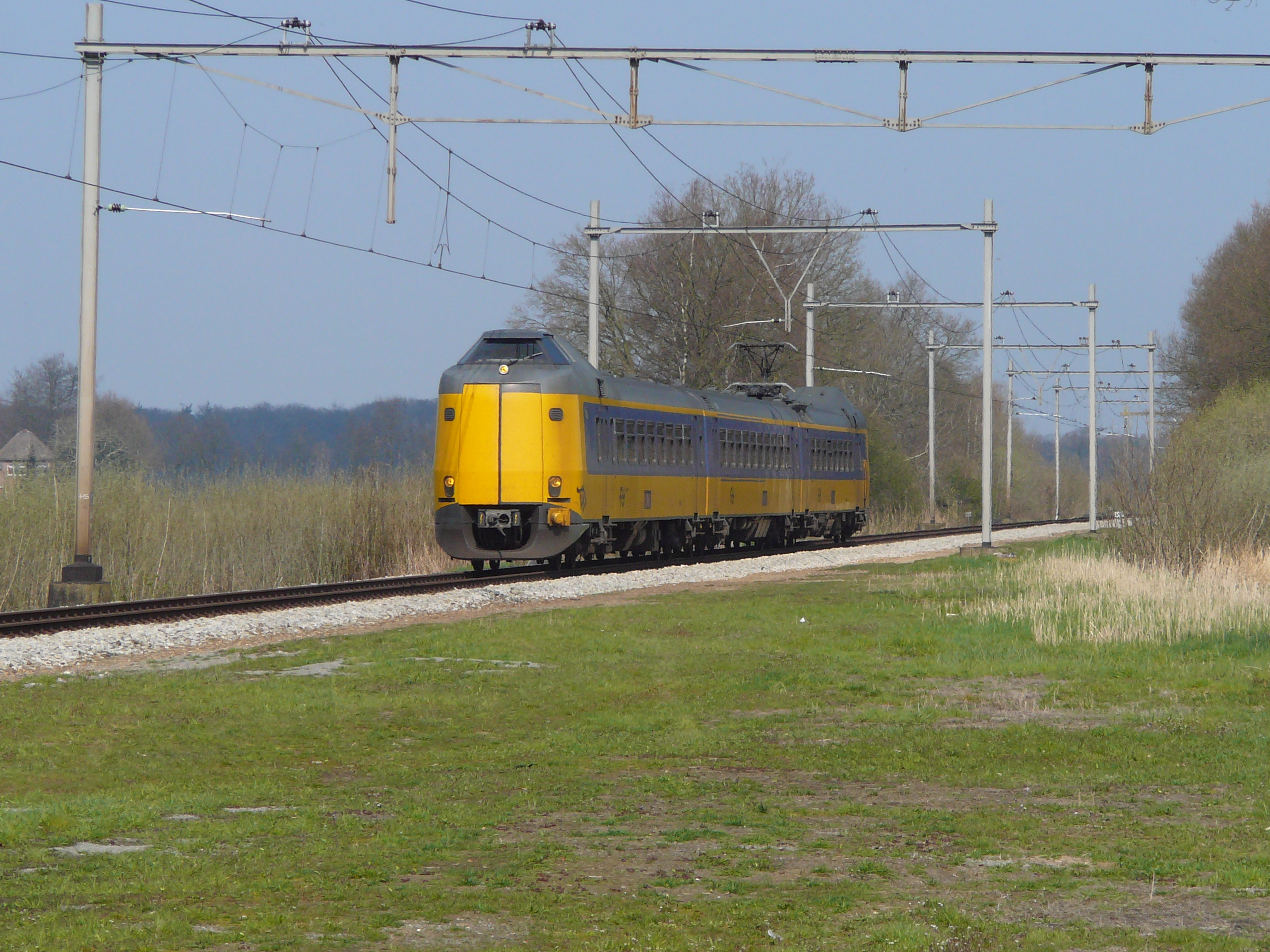
外観 （4085編成、未更新）
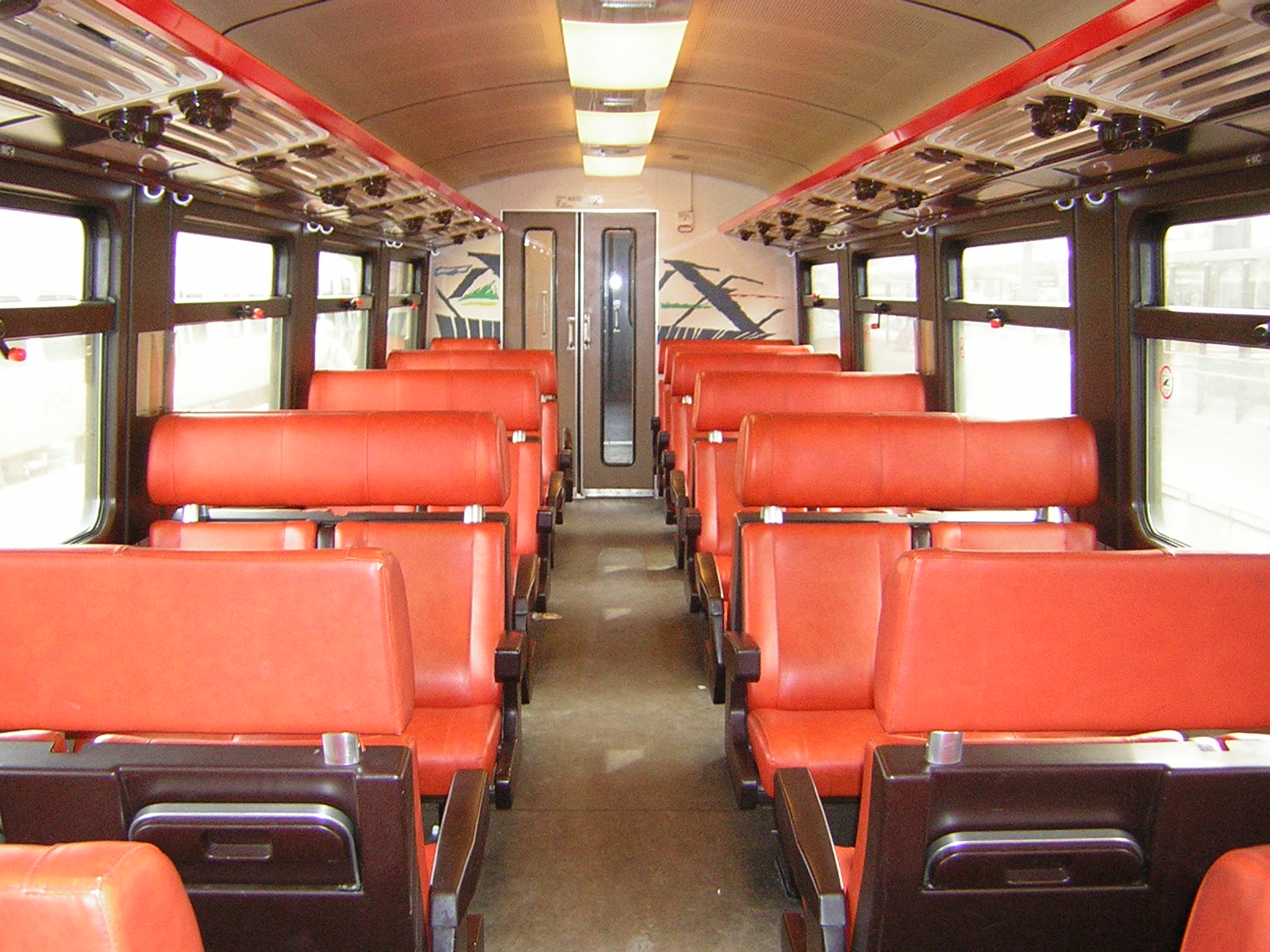
2等車の車内 4020編成、未更新）

### ICM-3・ICM-4
車番は4201 - 4250。1990年から1994年にかけて1編成4両50編成が導入された。ICM-0,1,2と異なり、電磁吸着ブレーキを搭載する点が特徴である。
1996年から2007年の間に、4231編成は1996年に全車両を一等車に改造され、同時に番号を4444編成へ変更、 フローニンゲン＝デン・ハーグ間で1日1往復の固定運用に就いた。2007年にこの運用は終了、改造により再び2等車を設置したが、再改造当初は編成番号の変更は行われなかった。その後、2011年に元の編成番号の4231編成へ番号が復元されている。

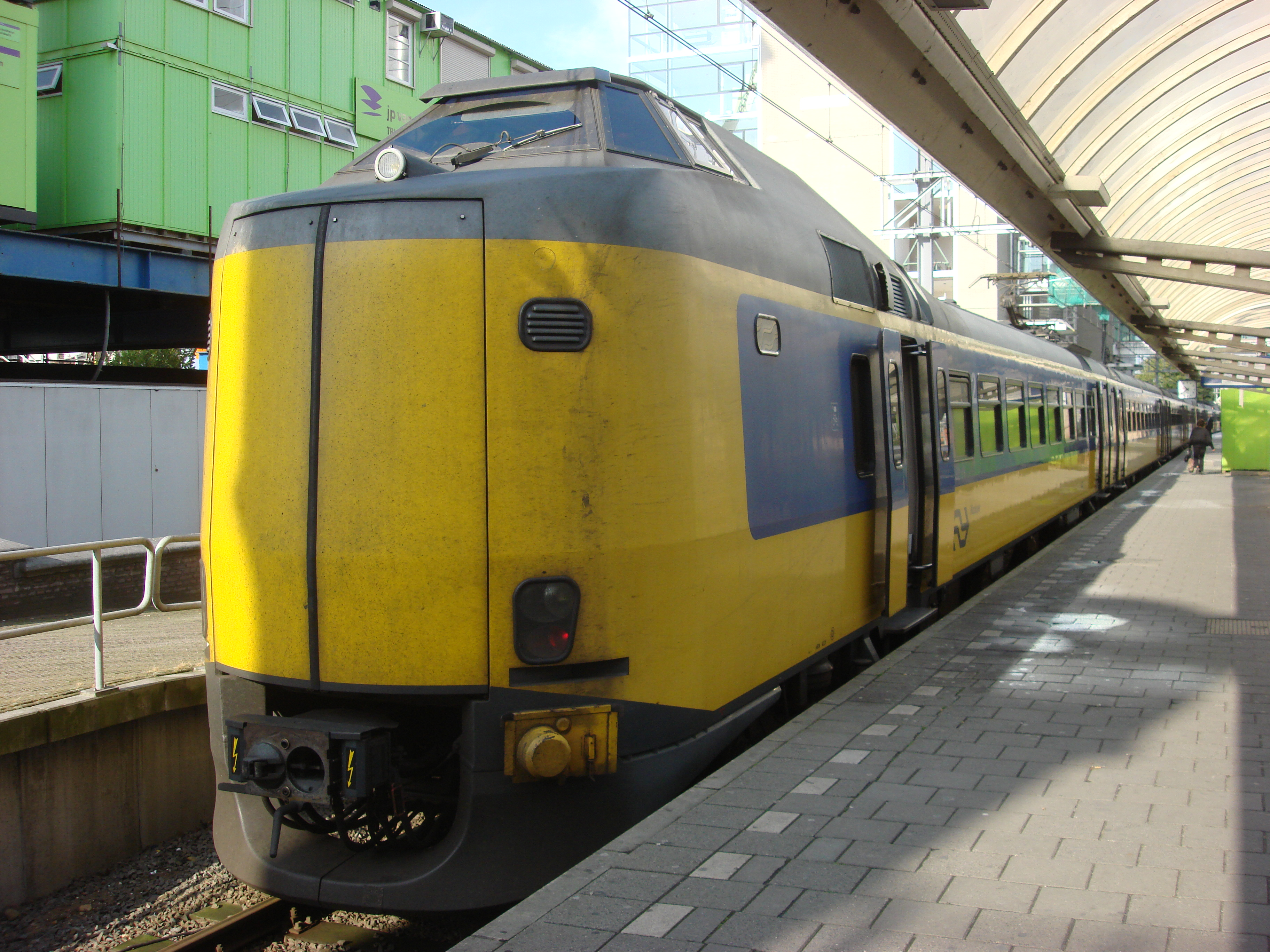
外観 （未更新）
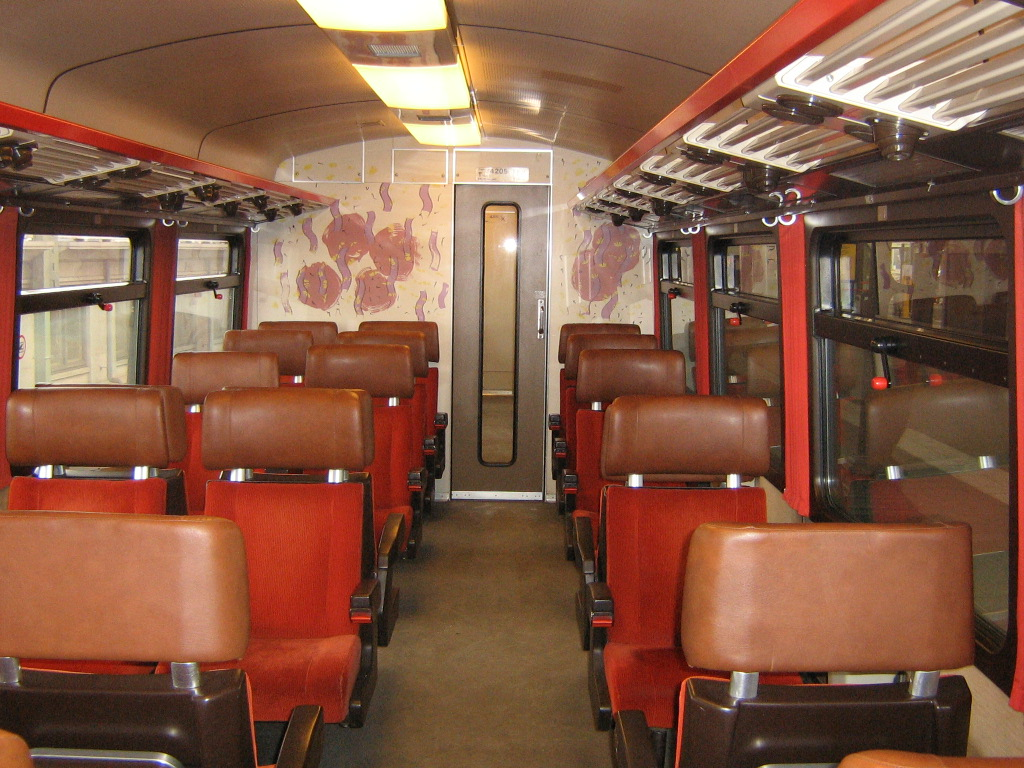
1等車の車内 （4205編成、未更新）
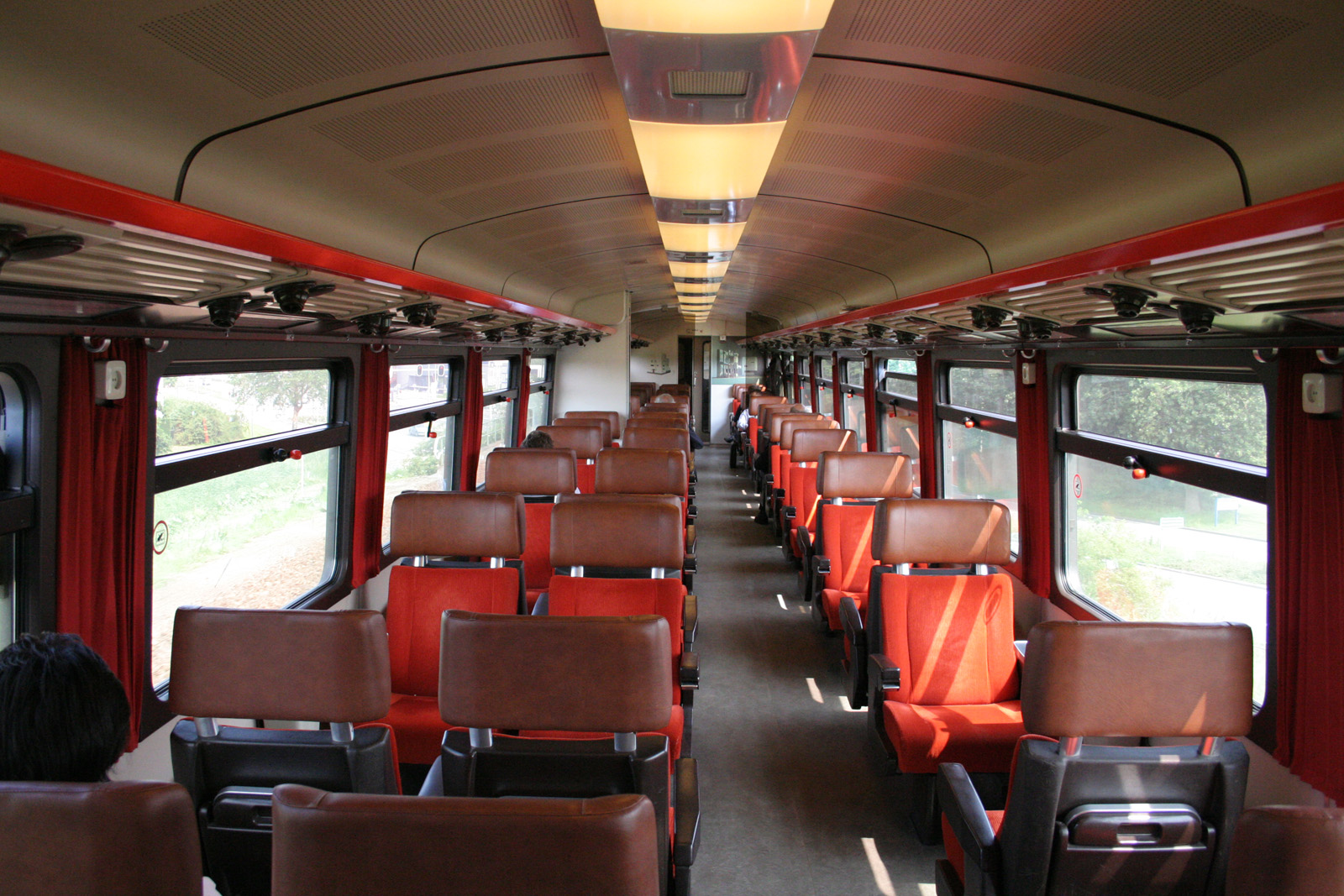
全車1等車であった4444編成の車内

## 改修と更新工事
長らくオランダ鉄道の電化路線において主力として活躍してきた本形式であるが、1980年代製造の編成を中心に老朽化が目立つようになってきたことから、2006年11月より車両全体に対する改修・更新工事が開始された。特に老朽化が目立っていたICM-1,2が工事の最初の対象となり、改修・更新第1号の編成は2007年4月にハールレムのNedTrain工場を出場。同月から2010年6月にかけてICM-1,2が、2010年2月から2011年7月にかけてICM-3,4がそれぞれ工事を終えて順次運用入りしている。工事の主な内容は以下の通り。
- 前述の通り、貫通扉の開閉作業に時間がかかり、列車を遅延させる要因となっていたことから、貫通扉を使用停止の上FRP製の板で封鎖
- トイレを車いす対応仕様に改造
- 冷房装置の設置
- 行先を表示するLED方向幕を車端部に設置
- 補助電源装置を静止型コンバータへ更新
- 座席を新しいものへ交換し、同時に編成あたりの座席数を13 %増加
- 塗装の塗分けが変更され、同時に先頭車前面の車番の位置も変更。

未更新の編成と改修・更新された編成を区別するため、前述の通り、改修・更新工事が施行された編成はICMmと呼ばれる。

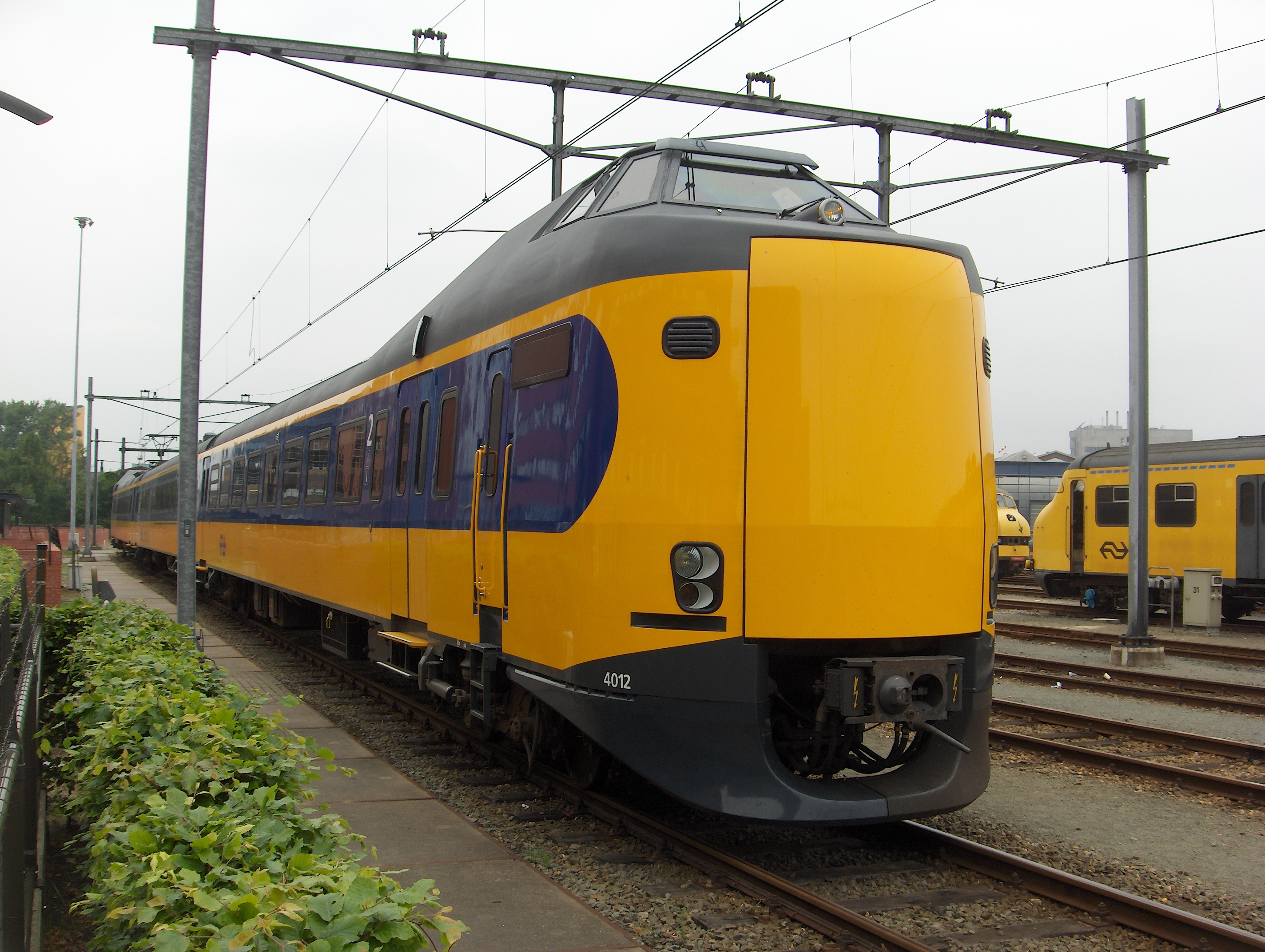
更新された車両の外観 （4012編成）
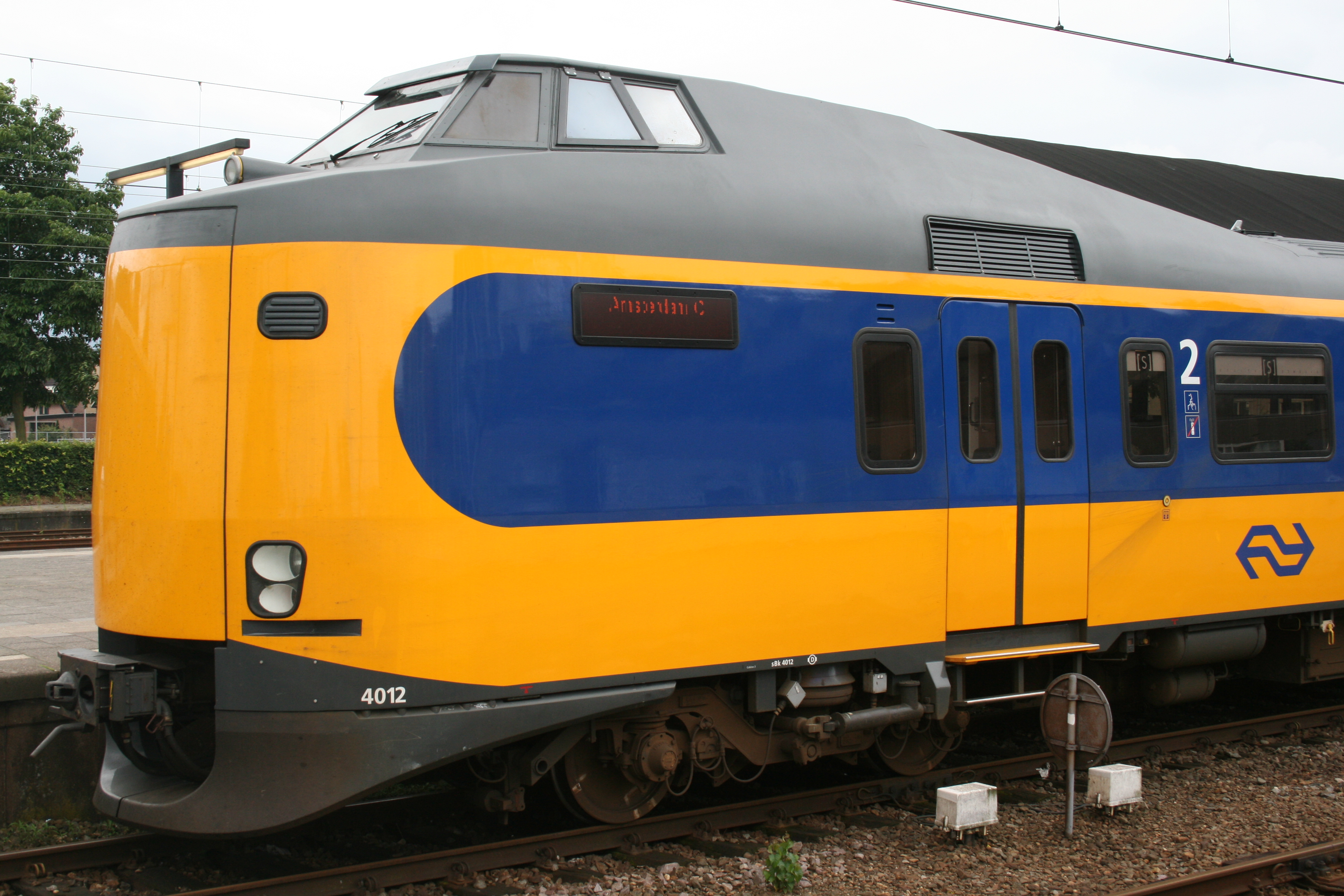
改修・更新工事により貫通扉は封鎖された （4012編成）
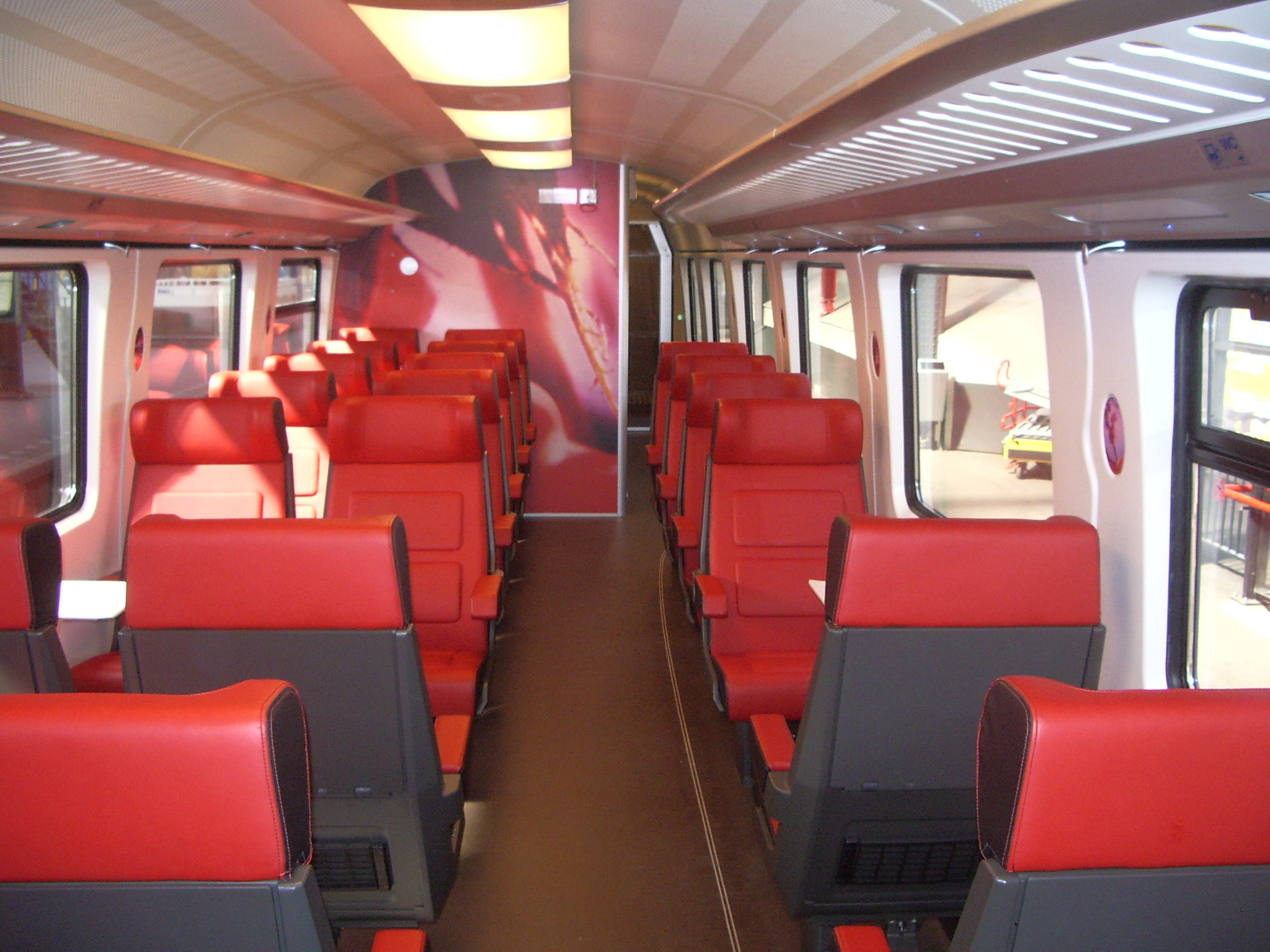
1等車の車内
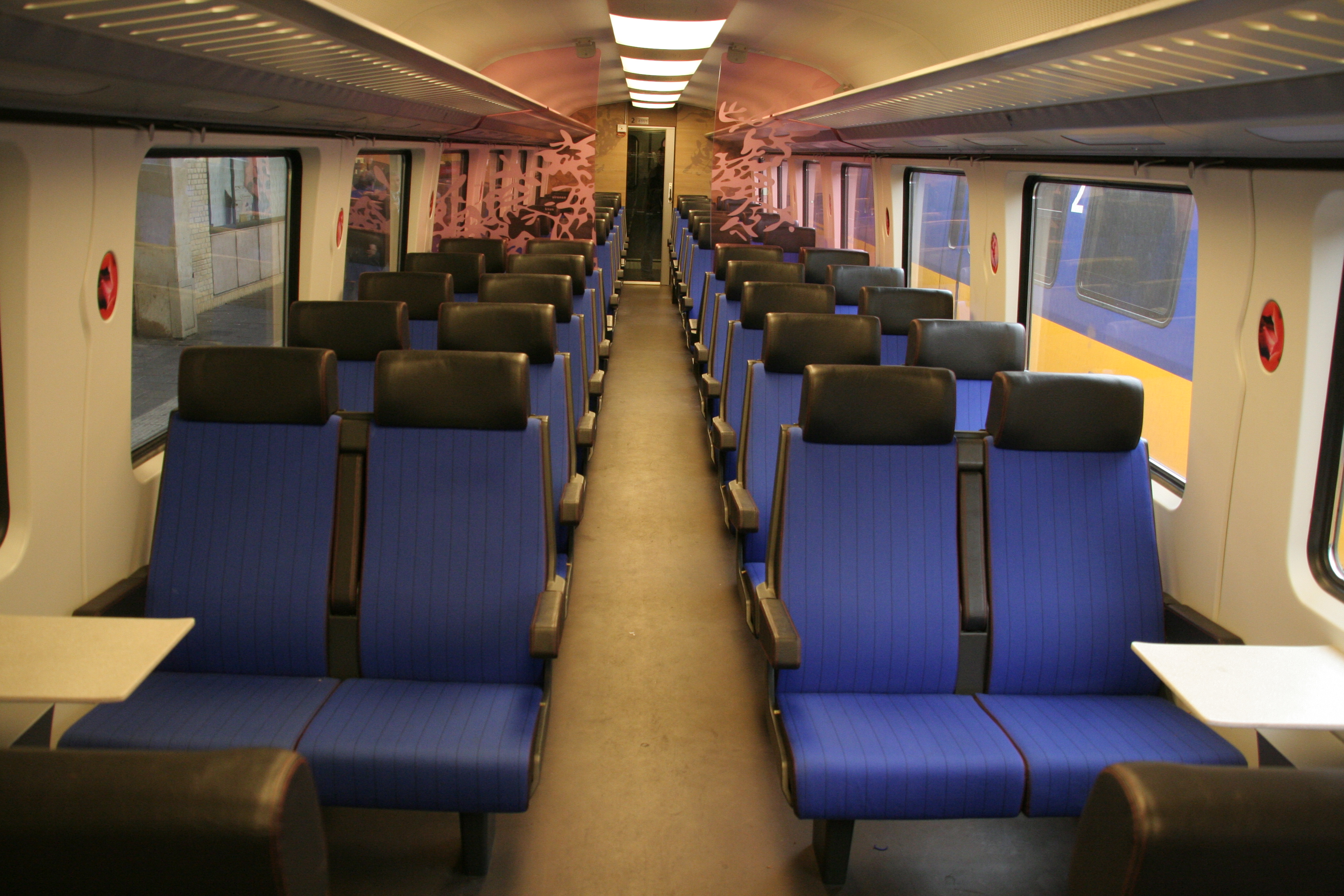
2等車の車内

## 広告塗装
1986年から2002年にかけて、複数の編成に様々な種類の広告塗装が施された。以下にそれを述べる。
- 1986年に開通したアムステルダム＝スキポール鉄道の開業に合わせ、2編成がスキポール空港に発着する代表的な飛行機の色で塗装された。4011編成はKLMのカラーで、4012編成はマーティンエアのカラーで塗装された。
- 4011編成、4012編成、4024編成は同国の保険会社・エイゴンの広告が施された。
- 4050編成は同国の人材派遣会社・ランスタッドの広告が施された。
- 4023編成はフローニンゲン美術館の広告が施され、同時に内装も広告に合わせて変更が行われている。のちに通常塗装へ復元されたあとも、改修・更新工事施行時まで広告に合わせた内装を保持していた。
- 4028編成は2004年に「児童書週間列車」の広告が施された。
- 4201編成、4240編成、4241編成は橙色を基調としたオリンピックの広告が施された。

KLMのカラーで塗装された4011編成
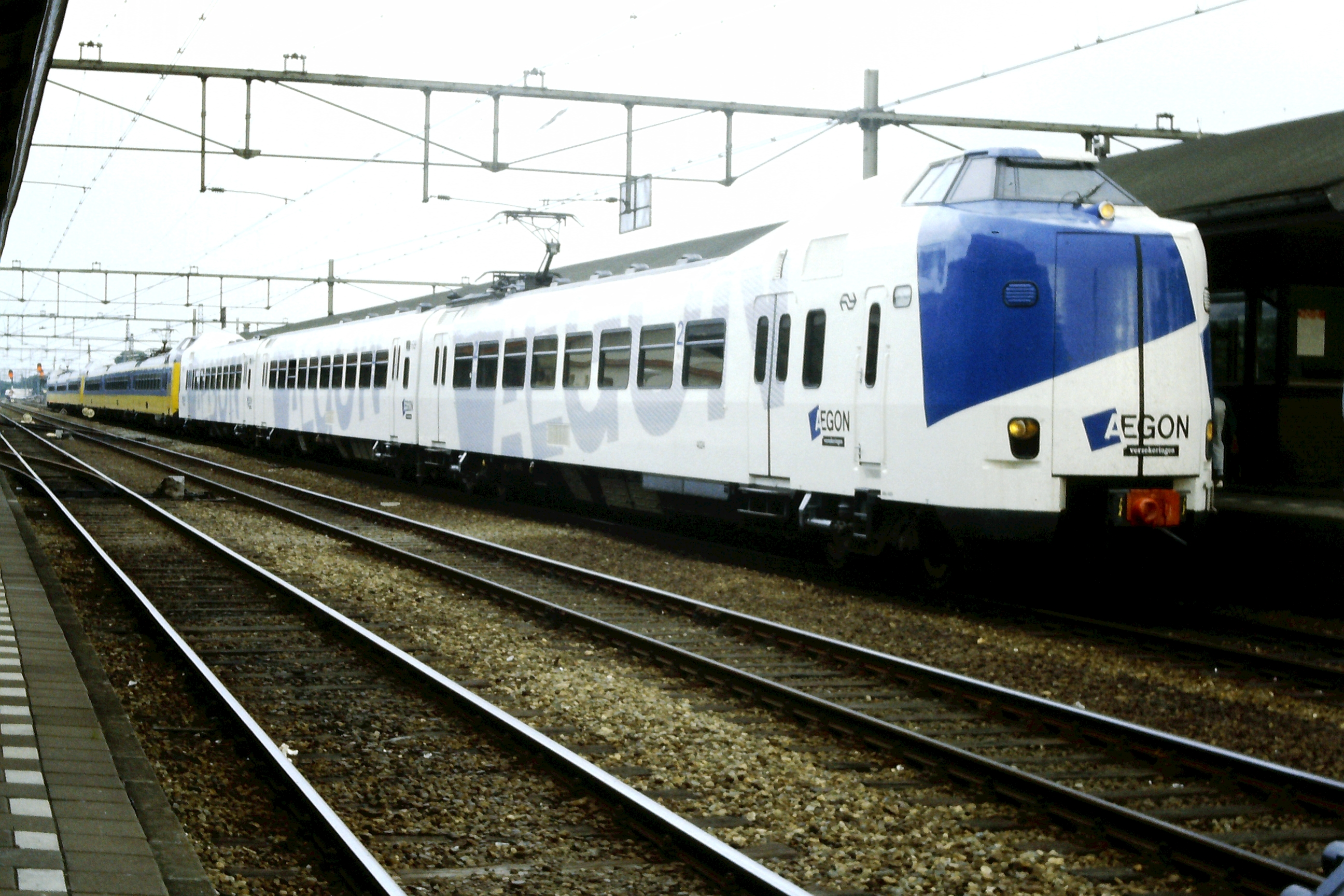
エイゴンの広告が施された編成
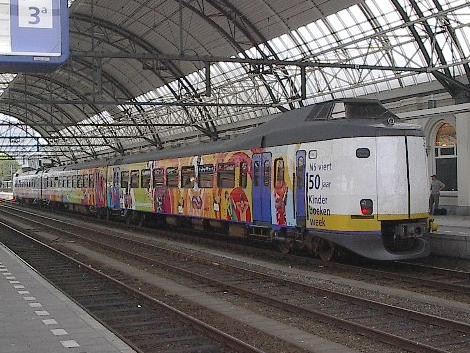
「児童書週間列車」広告の4028編成
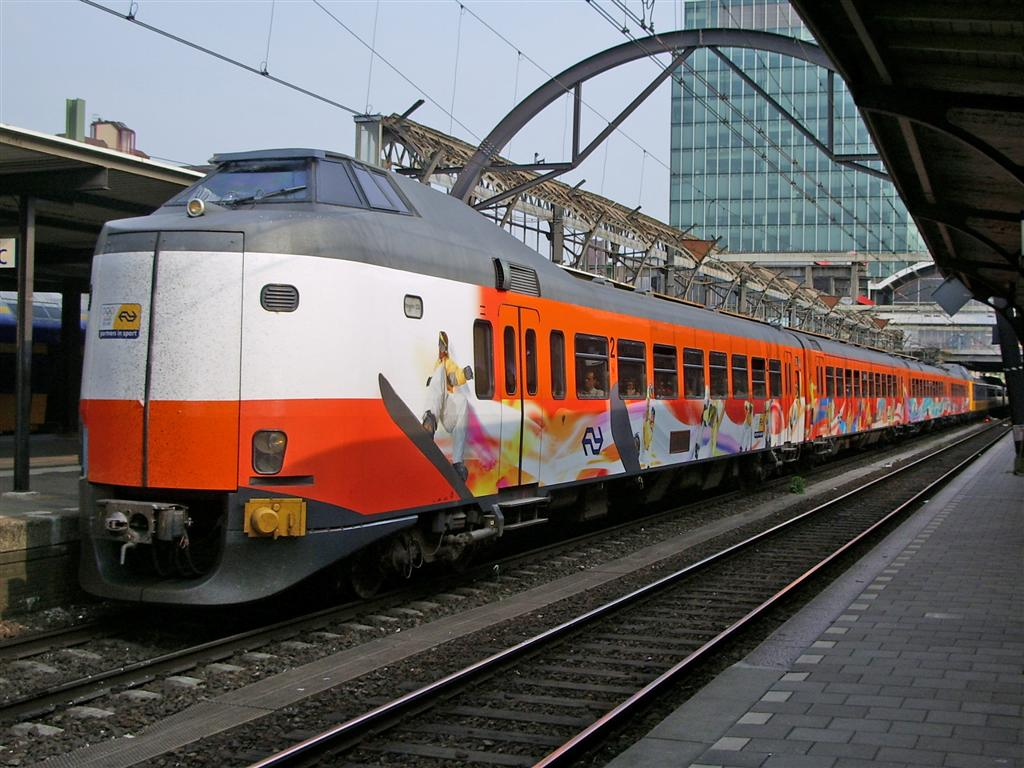
オリンピックの広告が施された編成
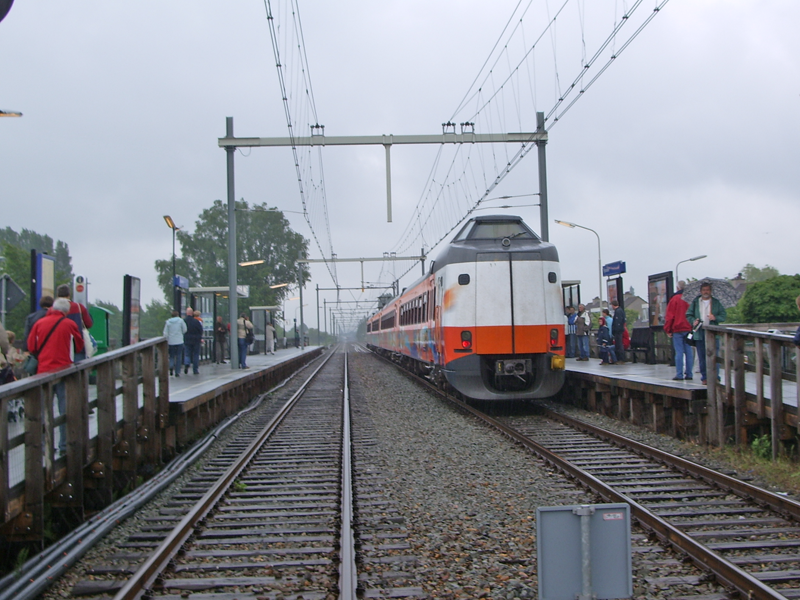
オリンピックの広告が施された編成
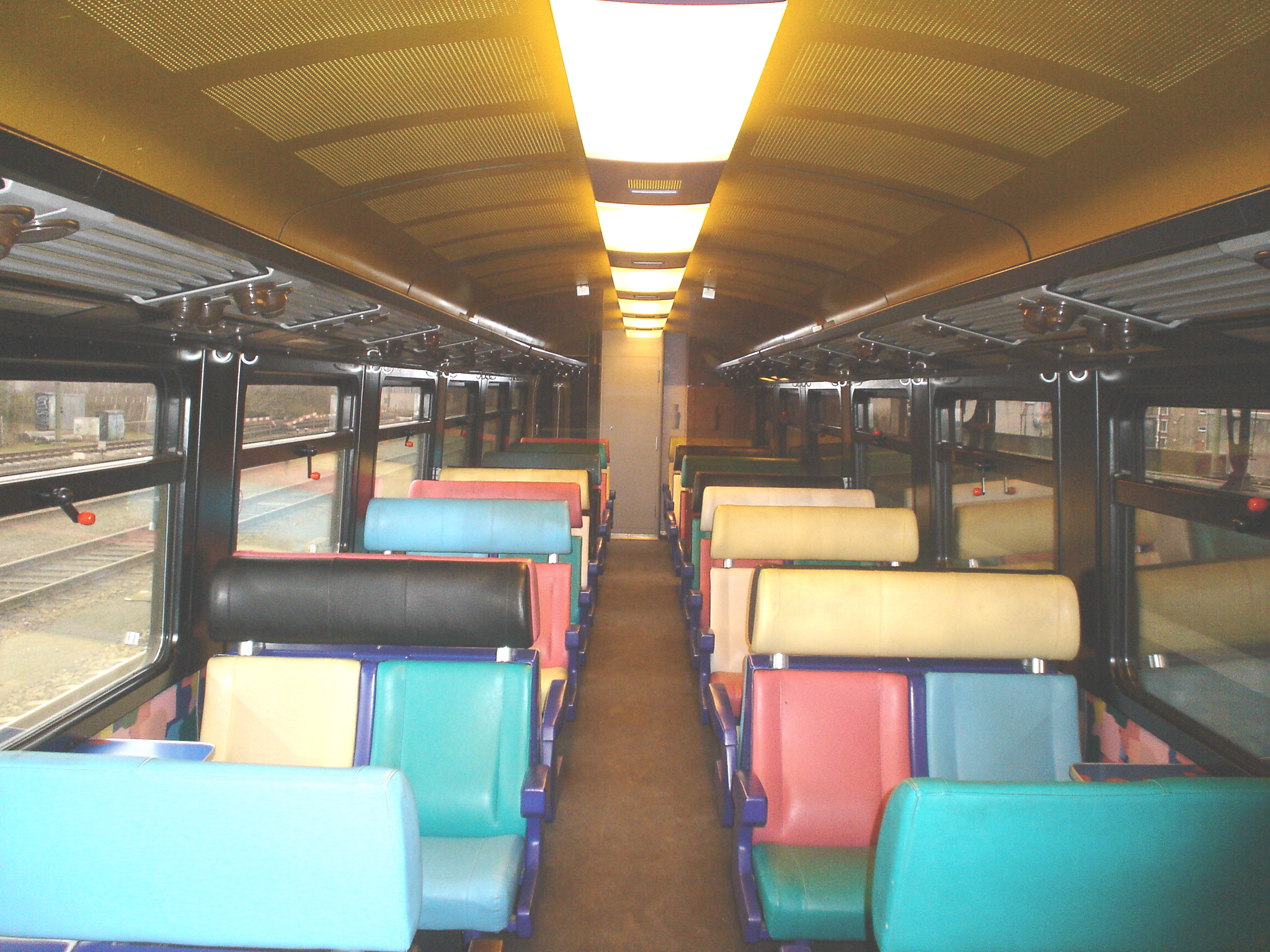
4023編成の車内 （2等車）

## 運用

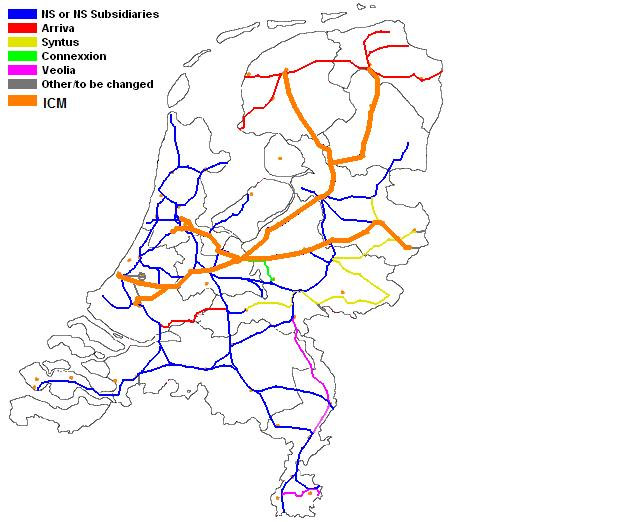
2010年時点の運用列車一覧表
橙色の線が本形式の運用である

以下に2021年現在の運用を示す。
| 列車番号 | 列車種別                     | 停車駅と運行経路 | 備考                                                |
| -------- | ---------------------------- | --- | --------------------------------------------------- |
| 500      | インターシティ               | ロッテルダム中央 - ロッテルダムアレクサンダー - ゴーダ - ユトレヒト中央 - アメルスフォールト - ズボーレ - アッセン - フローニンゲン                                                |                                                     |
| 600      | インターシティ               | ロッテルダム中央 - ロッテルダムアレクサンダー - ゴーダ - ユトレヒト中央 - アメルスフォールト - ズボーレ - メッペル - ステーンウェイク - ヘーレンフェーン - レーワルデン            |                                                     |
| 700      | インターシティ               | デンハーグ中央 - ライデン中央 - スキポール空港 - アムステルダム南 - アルメレ中央 - レリスタット中央 - ズボーレ - アッセン - グローニンゲン                                         |                                                     |
| 1400     | インターシティ・ナハトネット | ユトレヒト中央 - アムステルダム中央 - スキポール - ライデン中央 - デンハーグHS - デルフト - ロッテルダム中央                                                                       | 曜日により運行区間または停車駅が変更される          |
| 1500     | インターシティ               | アムステルダム中央 - ヒルフェルスム -アメルスフォールト - アペルドールン - デーフェンター                                                                                          | アペルドールン - デーフェンター間は1時間に1本の運転 |
| 1600     | インターシティ               | スキポール空港 - アムステルダム南 - ダイフェンドレヒト - ヒルフェルスム - アメルスフォールト - アペルドールン - デーフェンター - アルメロ - ヘンゲロ - エンスヘーデ                |                                                     |
| 1700     | インターシティ               | デン・ハーグ中央 - ゴーダ - ユトレヒト中央 - アメルスフォールト - アペルドールン - デーフェンター - アルメロ - ヘンゲロ - エンスヘーデ                                             |                                                     |
| 1800     | インターシティ               | デン・ハーグ中央 - ライデン中央 - スキポール空港 - アムステルダム南 - アルメレ中央 - レリスタット中央 – ズボーレ – メッペル – ステーンウェイク – ヘーレン・ヴィーン – レーワルデン |                                                     |
| 1900     | インターシティ               | ドルトレヒト - ブレダ - ティルブルフ - アイントホーフェン中央 |                                                     |
| 2000     | インターシティ               | デンハーグ中央 – ゴーダ – ユトレヒト中央 | 午後9時までの運行                                   |
| 2600     | インターシティ               | アムステルダム中央 – アルメレ中央 |                                                     |
| 2800     | インターシティ               | ロッテルダム中央 - ゴーダ - ユトレヒト中央 | 午後9時までの運行                                   |
| 11400    | インターシティ・ナハトネット | ロッテルダム中央 - ゴーダ |                                                     |
| 11600    | インターシティ               | スキポール空港 – アムステルダム南 – ダイフェンドレヒト – ヒルフェルスム – アメルスフォールト – アメルスフォールトスコトルスト                                                      |                                                     |
| 11700    | インターシティ               | デンハーグ中央 – ゴーダ – ユトレヒト中央 – アメルスフォールト – アメルスフォールトスコートルスト                                                                                   |                                                     |
| 12600    | インターシティ               | フローニンゲン - アッセン - ズヴォレ - レリスタット中央 - アルメレ中央 - アムステルダム中央                                                                                        | 金曜日・土曜日のみ運行                              |
| 22400    | インターシティ・ナハトネット | ユトレヒト中央 - アメルスフォールト中央 | 火曜日・水曜日のみ運行                              |
| 24400    | インターシティ・ナハトネット | アムステルダム・ベイルマー・アレーナ - スキポール空港 - ライデン中央 | 金曜日・土曜日のみ運行                              |